# Din stund på jorden (TV-serie)
Din stund på jorden är en svensk TV-serie i fem delar som ursprungligen sändes i TV 2 mellan 14 februari och 14 mars 1973. Den bygger på Vilhelm Mobergs roman Din stund på jorden från 1963.

## Handling
Från sitt nya liv i Kalifornien i USA ser Albert Carlsson tillbaka på sin uppväxt i Småland i Sverige.

## Om serien
Manuset är baserat på Vilhelm Mobergs roman Din stund på jorden från 1963. Seriens första avsnitt premiärvisades i TV2 den 14 februari 1973.

## Rollista i urval
- Georg Funkquist – Albert Carlson
- Olof Bergström – farbror
- Lena-Pia Bernhardsson – Jenny
- Karl Erik Flens –  nämndemanen
- Tore Lindwall – Jonas (slaktaren)
- Oscar Ljung – pappan
- Christer Rahm – Sigfrid
- Henrik Schildt – farbror Johannes
- Marianne Stjernqvist – mamman
- Mats Sturesson – Albert som ung
- Ann-Mari Wiman – lärarinnan